# 法源寺 (北京市)

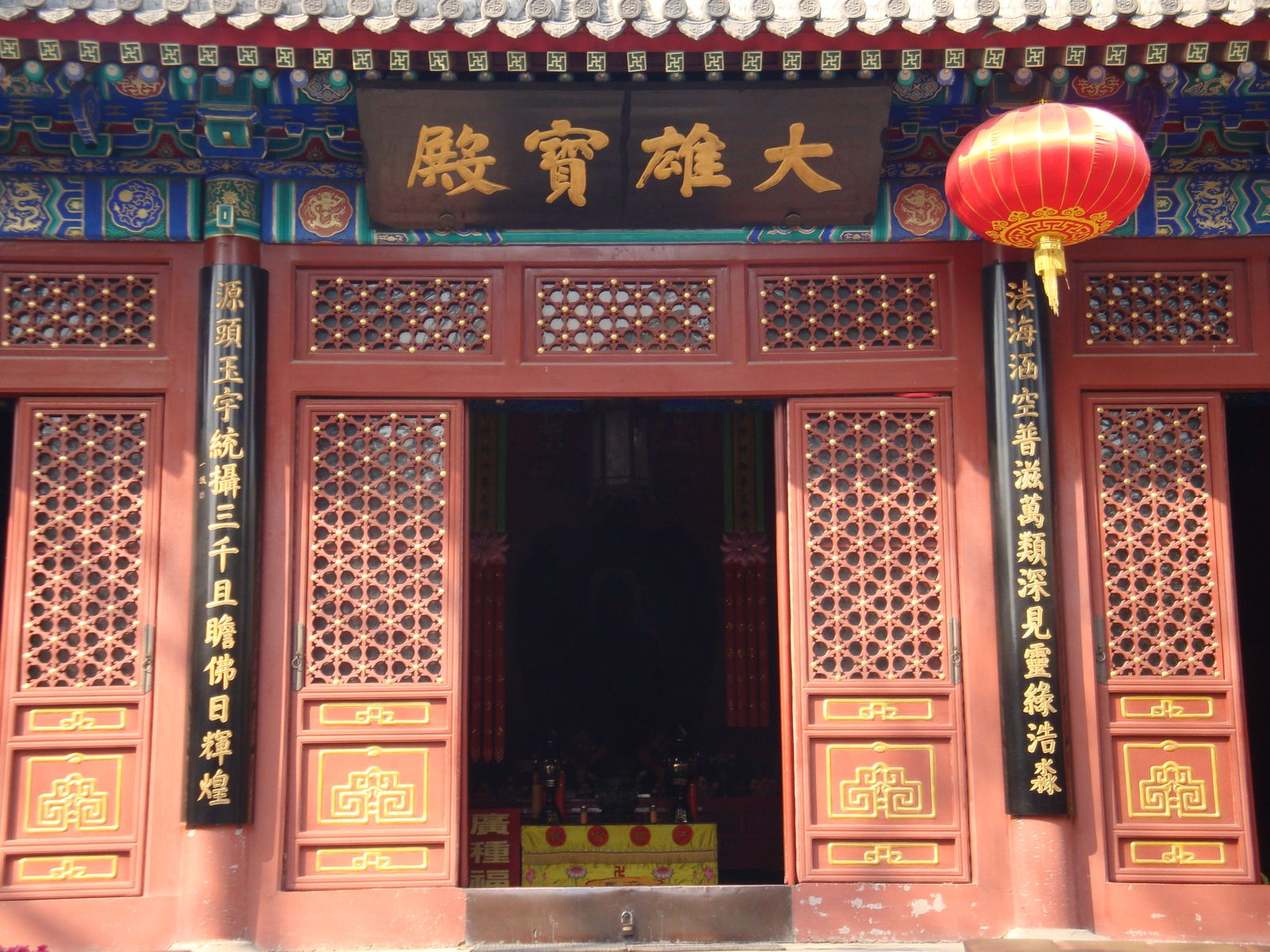
本堂。

法源寺（ほうげんじ）は、中華人民共和国北京市西城区にある仏教寺院。中国仏学院と中国仏教図書文物館が寺院内に設置されている。

## 歴史
法源寺は、唐の太宗の貞観19年（645年）に創建の勅願があり、武周の万歳通天元年（696年）になって落成し、憫忠寺の名を賜った。太宗が高麗への遠征を行ったときに戦没した将士の忠魂を弔うために建てたという。安史の乱（755年 - 763年)の際「順天寺」と改称。その後「憫忠寺」の名に戻った。唐末の景福年間（892年 - 893年）、幽州節度使李匡威は寺院を再建して、憫忠閣を建立、詩賛に曰く「憫忠の高閣、天を去ること一握」。
遼の時代に何度となく全面にわたる修復が行われた。遼の清寧3年（1057年）、幽州大地震が起き、寺は地震で損壊された。咸雍6年（1070年）、「大憫忠寺」と改称。太安10年（1094年）、大規模な再建が始まる。1215年、兵火により一度は廃寺となったが、明の正統2年（1437年）、住職僧相瑢が資金を募り重建し、崇福寺と改称した。
清の康熙年間に藏経閣を修復した。雍正12年（1734年）、「法源寺」と改称、宗派も律宗に改められた。
1949年、地元政府は寺院を修繕した。
1956年、中国仏学院がここに設置されて、今日に至る。
1980年、中国仏教図書文物館もここに併設。
1983年、中華人民共和国国務院は法源寺を漢族地区仏教全国重点寺院に認定した。

## 伽藍
山門、鐘楼、鼓楼、天王殿、大雄宝殿、憫忠台、大遍覚堂、蔵経楼

## 重要文化財
- 後漢陶仏坐像
- 東呉陶魂瓶
- 北魏石造像
- 唐石仏像
- 唐石刻「無垢浄光宝塔頌」
- 五代鉄鑄像
- 宋木彫羅漢
- 遼「燕京大欄忠寺菩薩地宮舎利函記」
- 元銅鑄観音
- 明木彫伏虎羅漢

## 書籍
- 台湾の作家李敖の手になる小説「北京法源寺」（戊戌の変法と百日維新の失敗を舞台とし、譚嗣同と大刀王五の伝説を語る）[2]。